# Heinz Wewers

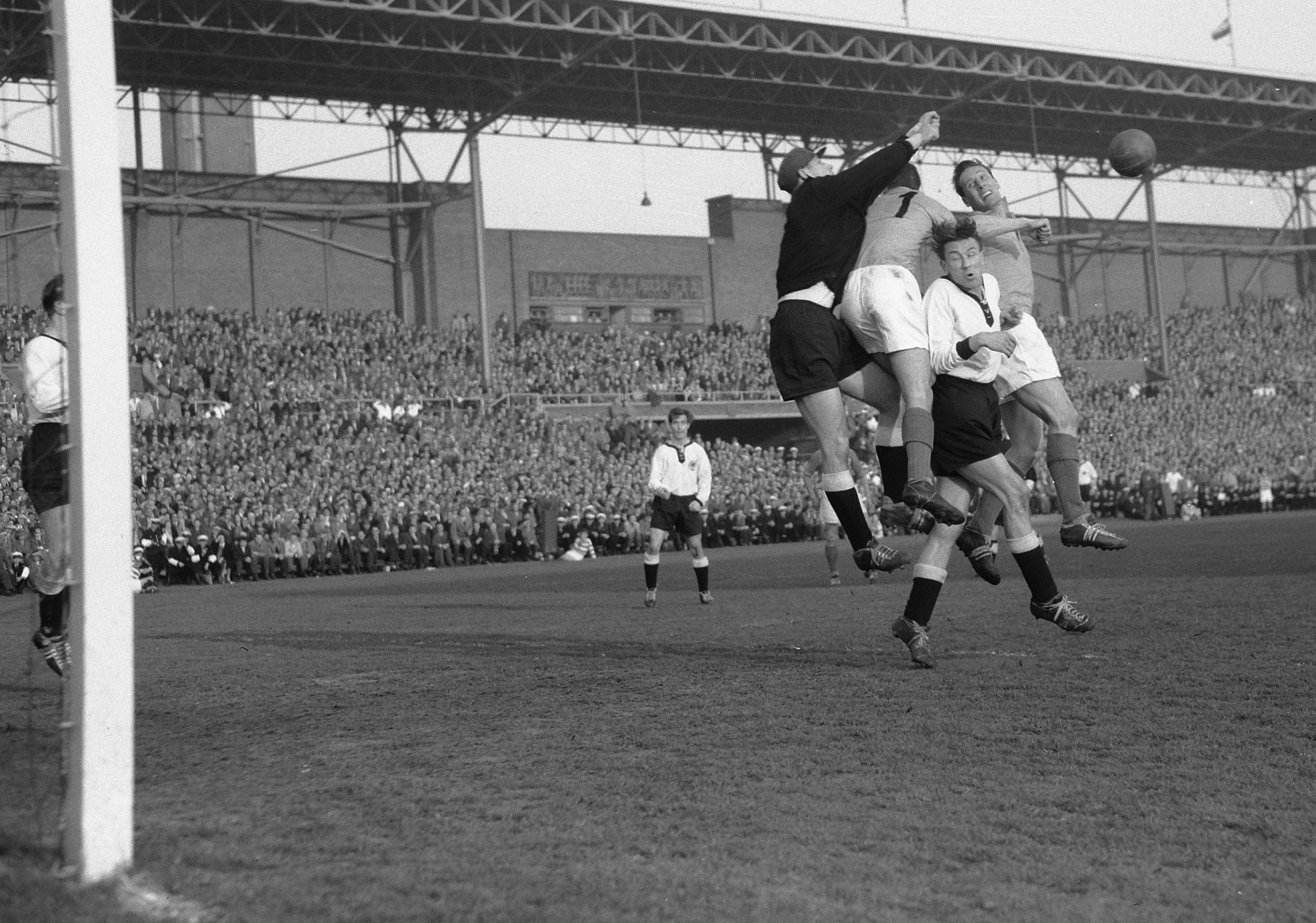
Die deutschen Nationalspieler Hans Tilkowski (links) und Heinz Wewers (Mitte) gegen die beiden Niederländer Bram Appel und Cor van der Gijp (1957)

Heinz Wewers (* 27. Juli 1927 in Gladbeck; † 29. August 2008 in Essen) war ein deutscher Fußballspieler, der von 1951 bis 1958 in der deutschen Nationalmannschaft zwölf Länderspiele bestritten hat.

## Sportliche Laufbahn

### Vereinskarriere
Heinz Wevers beantragte am 15. Februar 1944 die Aufnahme in die NSDAP und wurde zum 20. April desselben Jahres aufgenommen (Mitgliedsnummer 9.869.732). Der über Vorwärts und den 1. FC Borbeck im Jahre 1949 zu Rot-Weiss Essen gekommene Mittelläufer bestritt von 1949 bis 1962 für die Mannschaft aus Bergeborbeck 338 Spiele mit zwei Toren in der Oberliga West. In der ersten Saison 1949/50 – die Mannschaft von Fußballobmann Georg Melches belegte mit einem Punkt Rückstand zum Vizemeister Preußen Dellbrück den dritten Rang – war er in allen 30 Ligaspielen für RWE im Einsatz. Trainer Karl Hohmann eröffnete die Runde mit der Läuferreihe Erwin Zöllmann, Wewers und Werner Göbel am Starttag bei Rhenania Würselen und brachte das Herzstück der Mannschaft auch in den restlichen 29 Spielen zum Einsatz. Am 21. und 29. Mai 1950 war der „lange Heinz“ erstmals in der Endrunde um die deutsche Fußballmeisterschaft aktiv. Das erste Spiel endete in Karlsruhe gegen den 1. FC Kaiserslautern mit 2:2 nach Verlängerung und das Wiederholungsspiel in Köln gewann die Fritz-Walter-Mannschaft durch einen Treffer von dessen Bruder Ottmar in der 116. Spielminute mit 3:2.
In der dritten Oberligarunde 1951/52 gewann das Team vom Stadion an der Hafenstraße die erste Meisterschaft in der Oberliga West. Mit der herausragenden Flügelzange Helmut Rahn und Bernhard Termath – beide Außenstürmer erzielten je 20 Tore – sowie der Führungsfigur August Gottschalk wurden der FC Schalke 04, Alemannia Aachen, Borussia Dortmund und der 1. FC Köln auf die Plätze verwiesen. Heinz Wewers war in allen 30 Ligaspielen als Chef der Defensive mit seiner Übersicht und ausgezeichnetem Kopfballspiel am Ball. In der Endrunde setzte sich der VfB Stuttgart durch und gewann nach den Gruppenspielen auch das Endspiel.
In der Runde 1952/53 kamen die Spieler Fritz Herkenrath und Franz Islacker neu zu den Rot-Weissen und die Mannschaft landete mit dem in allen 30 Spielen aktiven Wewers auf dem dritten Rang in der Oberliga und zog in dem erstmals wieder nach dem Zweiten Weltkrieg ausgespielten DFB-Pokal in das Finale ein. Am 1. Mai 1953 holte sich Essen mit einem 2:1-Sieg in Düsseldorf gegen Alemannia Aachen den Pokal. Wewers, der „einbeinige“ Stopper – er war ein totaler Linksfuß – hatte dabei alle fünf Pokalspiele bestritten. Am 21. September 1952 gab es im Lokalderby in der Oberliga gegen den ETB Schwarz-Weiß durch Torpfostenbruch einen Spielabbruch beim Stande von 1:1. Das Wiederholungsspiel gewann RWE am 28. Dezember 1952 mit 8:1.
Im Weltmeisterschaftsjahr 1954 mussten sich Heinz Wewers und seine Mannschaftskameraden mit einem Punkt Rückstand hinter dem Meister 1. FC Köln mit der Vizemeisterschaft begnügen und konnten wegen der verkürzten Endrunde auch nicht um die deutsche Meisterschaft spielen. Mehr als entschädigt wurde die Mannschaft durch eine neunwöchige Süd- und Nordamerikareise, die sie am 23. April 1954 antraten und welche am 22. Juni wieder in Düsseldorf-Lohausen endete.
In der Saison 1954/55 holten sich die Rot-Weissen den Titel in der West-Liga vor dem SV Sodingen, setzten sich auch in der Endrunde durch und gewannen die deutsche Meisterschaft im Finale gegen den 1. FC Kaiserslautern. Trainer Fritz Szepan hatte in allen 30 Ligaspielen erfolgreich auf das Organisationsgeschick seines Abwehrchefs Wewers gesetzt. Insgesamt bestritt der Mittelläufer mit dem Mittelscheitel von 1950 bis 1955 für Essen 15 Endrundenbegegnungen.
Nach dem Meisterschaftsjahr beendete August Gottschalk seine Laufbahn und Termath wechselte in die Oberliga Süd zum Karlsruher SC. Wewers nahm im September 1955 an den zwei Spielen im Europapokal der Landesmeister 1955/56 gegen Hibernian Edinburgh teil, wo der bedeutungsvolle Charakter dieses Wettbewerbs noch nicht in Deutschland angekommen war, und belegte in der Oberliga West den fünften Rang. Am 7. November 1956 führte Wewers als Kapitän Rot-Weiss zum internationalen Freundschaftsspiel gegen Honvéd Budapest auf den Platz. Das Spiel endete 5:5. Die beste Zeit in der Oberliga war nun vorbei, der Einzug in die Endrunde gelang nicht mehr, auch permanente Trainerwechsel – Elek Schwartz, Raymond Schwab, Willi Multhaup – konnten den sportlichen Rückschritt nicht aufhalten. Dazu trug auch wesentlich die Pensionierung von Georg Melches im Jahre 1959 bei und der Verlust von Helmut Rahn im Sommer 1959 zum 1. FC Köln. Heinz Wewers konnte im Verbund mit Fritz Herkenrath in der Saison 1960/61 den Abstieg in die 2. Liga West nicht verhindern. Nach dem fünften Platz in der 2. Liga 1961/62, wo der Stopper nochmals in 20 Spielen aufgelaufen war, beendete Heinz Wewers mit 35 Jahren seine aktive Laufbahn.

### Auswahleinsätze
Im Frühjahr 1951 wurde Bundestrainer Sepp Herberger auf Heinz Wewers aufmerksam. Beim Repräsentativspiel am 18. März 1951 in Duisburg von Westdeutschland gegen Süddeutschland hatte er die Stopperrolle inne. Er gehörte einem DFB-Lehrgang vom 2. bis 6. April 1951 in Duisburg an in dessen Rahmen am 4. April ein Testspiel gegen das Saarland ausgetragen wurde, wo er auch seine gewohnte Mittelläuferposition ausübte. Der erste Einsatz in der Länderelf fand am 23. Dezember 1951 in Essen gegen Luxemburg statt. Seine Mannschaftskameraden Rahn und Termath stürmten auf den Flügeln und Bögelein, Bauer, Juskowiak, Schröder und Stollenwerk feierten ebenfalls ihr Debüt.
Durch die Konkurrenz von Herbert Erhardt, Werner Liebrich, Jupp Posipal, Herbert Schäfer und Robert Schlienz auf der Stopperposition, kam für den Mann aus Essen sein zweiter Einsatz in der Nationalmannschaft erst nach einer fast fünfjährigen Pause zustande. Am 26. Mai 1956 in Berlin beim Länderspiel gegen England stand Wewers zum zweiten Mal in der A-Nationalmannschaft. Zusammen mit Schlienz und Mai bildete er bei der 1:3-Niederlage die deutsche Läuferreihe. Im zeitlichen Zusammenhang nahm Wewers im März 1956 an Testspielen der DFB-Auswahl gegen das Saarland und im April gegen Rot-Weiss Essen teil sowie an dem Lehrgang vom 14. bis 19. Mai 1956 in der Sportschule Schöneck in Karlsruhe. Unmittelbar nach dem Länderspiel gegen England trat er mit der B-Nationalmannschaft am 31. Mai 1956 in Barcelona beim 5:2-Erfolg gegen Spanien an. Bis zu seinem elften Länderspieleinsatz am 2. März 1958 in Brüssel beim 2:0-Sieg gegen Belgien gehörte er in dieser Zeitspanne der Stammbesetzung der Herberger-Mannschaft an. Er gehörte nach dem WM-Lehrgang vom 12. bis 24. Mai 1958 in München-Grünwald auch dem DFB-Kader für die Fußball-Weltmeisterschaft 1958 in Schweden an. Dort verabschiedete er sich mit dem Spiel um Platz drei am 28. Juni gegen Frankreich nach der 3:6-Niederlage – Just Fontaine und Raymond Kopa wirbelten die Abwehr um Heinz Wewers in Göteborg gehörig durcheinander – und zwölf Länderspielberufungen aus der Nationalmannschaft.

## Weiterer Werdegang
Seit 1957 führte Wewers die Stadiongaststätte von Rot-Weiss an der Hafenstraße. Nach dem Ende seiner fußballerischen Laufbahn übernahm er zuerst eine in unmittelbarer Nähe gelegene Gastwirtschaft, bevor er als Mitarbeiter in einer Getränkefirma tätig wurde.